# Adolf Reichel
Adolf Reichel (Turnitz, Alemanya, 1820 - Berna, Suïssa, 1896) fou un compositor alemany.
La seva primera obra, una col·lecció de lieder a una veu, amb acompanyament de piano (1835) tingué una acollida excel·lent. El 1859 s'encarregà de la direcció de la Dreyssigsche Singakademie de Dresden, i després de la Societat de Santa Cecília de Berna.
Entre les seves composicions, a més de les ja citades i d'altres del mateix gènere, figuren algunes obres per a piano, simfonies, etc.
També publicà: Harmonielehre (1862) i Zur Erinnerung an I., Eller (1864)